# Gmina Warta
Gmina Warta là một gmina đô thị-nông thôn (quận hành chính) ở huyện Sieradz, Łódź Voivodeship, ở miền trung Ba Lan.  Khu vực hành chính của nó là thị trấn Warta, nằm khoảng 14 kilômét (9 mi) về phía tây bắc của Sieradz và 59 km (37 mi) về phía tây thủ phủ khu vực Łódź.
Gmina có diện tích là 252,91 kilômét vuông (97,6 dặm vuông Anh)     và tính đến năm 2006, tổng dân số của nó là 13.074 người (trong đó dân số của Warta lên tới 3.388, và dân số của khu vực nông thôn của gmina là 9.686).

## Làng
Ngoài các thị trấn của Warta, Gmina Warta bao gồm các làng và các khu định cư như Augustynów, Bartochów, Baszków, Borek Lipinski, Chorążka, Cielce, Czartki, Duszniki, Dzierzązna, GAC Warcka, Głaniszew, Glinno, Gołuchy, Góra, Grabinka, Grzybki, Jakubice, Jeziorsko, Józefka, Józefów-Wiktorów, Kamionacz, Kawęczynek, Klonówek, Krakow, Łabędzie, Lasek, Lipiny, Małków, Maszew, Miedze, Miedźno, Mikołajewice, mogilno, Nobela, Ostrów Warcki, Pierzchnia Góra, Piotrowice, Proboszczowice, Raczków, Raszelki, Rossoszyca, Rożdżały, Socha, Tądów Dolny, Tądów Gorny, Tomisławice, Ustków, Witów, Włyń, Wola Miłkowska, Wola Zadąbrowska, Zadąbrów-Rudunek, Zadąbrów-Wiatraki, Zagajew, Zakrzew, Zaspy và Zielęcin.

## Gmina lân cận
Gmina Warta tiếp giáp với các gmina khác như Błaszki, Dobra, Goszczanów, Pęczniew, Sieradz, Szadek, Wróblew, Zadzim và Zduńska Wola.